# Anzy-le-Duc
Anzy-le-Duc je malá obec (485 obyvatel v roce 2006) ve střední Francii, département Saône-et-Loire (71), Burgundsko-Franche-Comté, kraji Brionnais. V okolí jsou kamenolomy, pastviny a hlavně vinice.

## Historie

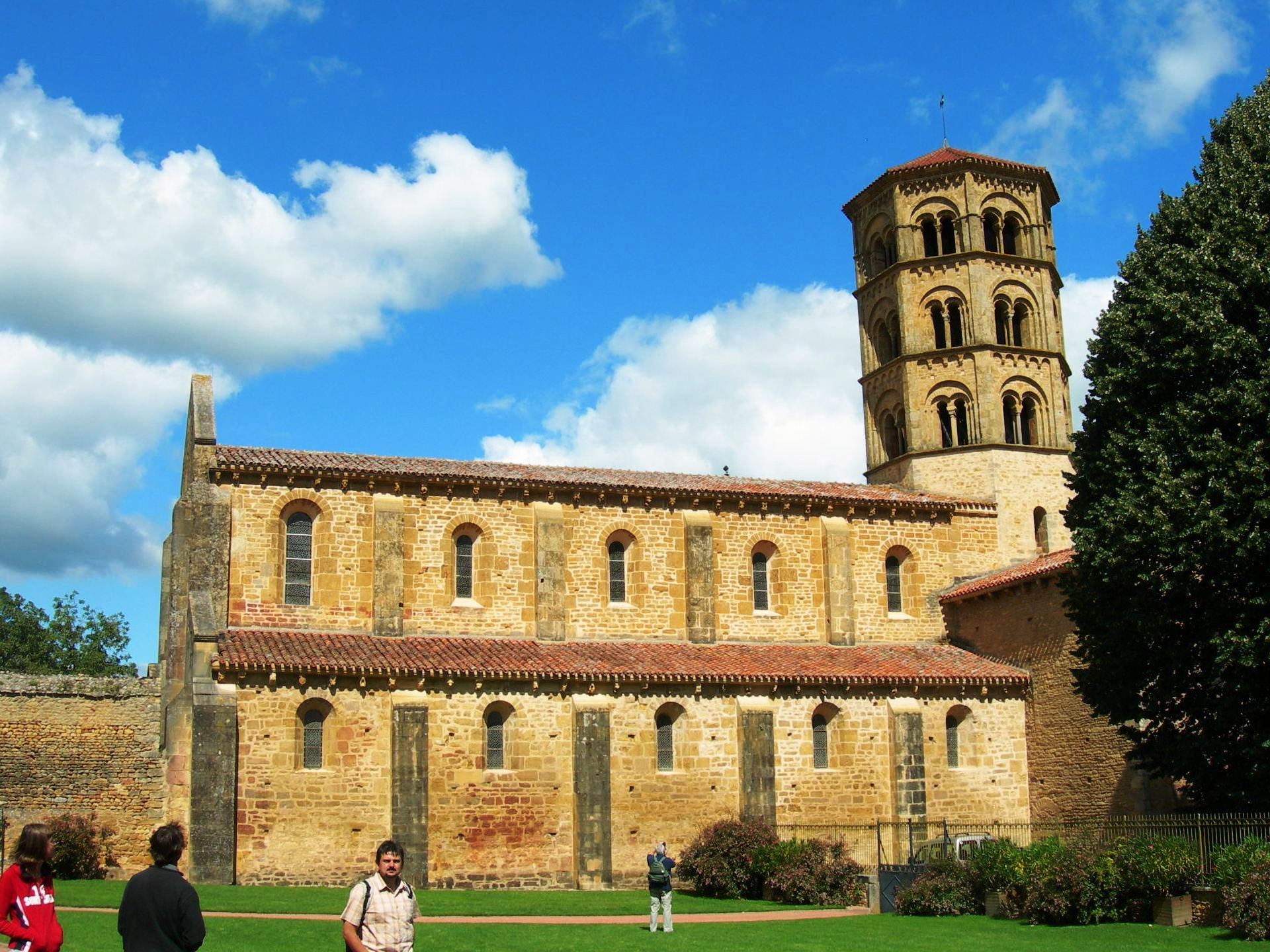
Kostel v Anzy-le-Duc (kolem 1100)

Benedinktinský klášter v Anzy-le-Duc byl založen roku 913 Letbaltem a patřil k opatství sv. Martina v Autunu. Klášter byl mnohokrát vypálen za náboženských válek a zbytek roku 1791 prodán. Vykoupili jej místní obyvatelé, kteří kostel opravili.
Trojlodní kostel, postavený kolem roku 1100, dnes patří mezi národní památky a je jednou z nejkrásnějších ukázek románské architektury v jižním Burgundsku, v kraji Brionnais. Má příčnou loď, osmibokou zvonici nad křížením, kryptu, kamenný portál a bohatou sochařskou výzdobu. Ke kostelu přiléhají přestavěné zbytky kláštera s kamenným portálem.